# UCI Amèrica Tour 2018
L'UCI Amèrica Tour 2018 és la catorzena edició de l'UCI Amèrica Tour, un dels cinc circuits continentals de ciclisme de la Unió Ciclista Internacional. Està format per una vintena de proves, organitzades del 23 d'octubre de 2017 al 8 de setembre de 2018 a Amèrica.

## Evolució del calendari

### Octubre 2017
| Data | Cursa             | País      | Cat. | Vencedor      | Equip       |
| ---- | ----------------- | --------- | ---- | ------------- | ----------- |
| 24-1 | Volta a Guatemala | Guatemala | 2.2  | Manuel Rodas  | Decorabaños |
| 27-5 | Volta a Veneçuela | Veneçuela | 2.2  | Carlos Torres | Grupo JHS   |

### Desembre 2017
| Data  | Cursa              | País       | Cat. | Vencedor          | Equip                             |
| ----- | ------------------ | ---------- | ---- | ----------------- | --------------------------------- |
| 18-27 | Volta a Costa Rica | Costa Rica | 2.2  | Juan Carlos Rojas | Extralum-Frijoles Los Tierniticos |

### Gener
| Data  | Cursa            | País      | Cat. | Vencedor        | Equip                                       |
| ----- | ---------------- | --------- | ---- | --------------- | ------------------------------------------- |
| 12-21 | Volta al Táchira | Veneçuela | 2.2  | Pedro Gutiérrez | Banco Bicentenario Gob Yaracuy Trek         |
| 21-28 | Volta a San Juan | Argentina | 2.1  | Gonzalo Najar   | Sindicato de Empleados Públicos de San Juan |

### Febrer
| Data | Cursa              | País     | Cat. | Vencedor    | Equip    |
| ---- | ------------------ | -------- | ---- | ----------- | -------- |
| 6-11 | Colombia Oro y Paz | Colòmbia | 2.1  | Egan Bernal | Team Sky |

### Març
| Data | Cursa             | País    | Cat. | Vencedor      | Equip                                   |
| ---- | ----------------- | ------- | ---- | ------------- | --------------------------------------- |
| 23-1 | Volta a l'Uruguai | Uruguai | 2.2  | Magno Nazaret | Funvic Brasilinvest-São José dos Campos |

### Abril
| Data  | Cursa                 | País         | Cat. | Vencedor         | Equip                         |
| ----- | --------------------- | ------------ | ---- | ---------------- | ----------------------------- |
| 12-15 | Joe Martin Stage Race | Estats Units | 2.2  | Rubén Companioni | Holowesko Citadel Racing Team |
| 18-22 | Tour de Gila          | Estats Units | 2.2  | Rob Britton      | Rally Cycling                 |

### Maig
| Data | Cursa                                                        | País         | Cat. | Vencedor         | Equip                     |
| ---- | ------------------------------------------------------------ | ------------ | ---- | ---------------- | ------------------------- |
| 3    | Campionats Panamericans de ciclisme en contrarellotge        | Argentina    | CC   | Walter Vargas    | Medellín                  |
| 3    | Campionats Panamericans de ciclisme en contrarellotge sub-23 | Argentina    | CC   | Diego Ferreyra   | Willer-La Pintana-Shimano |
| 5    | Campionats Panamericans de ciclisme en cursa en línia sub-23 | Argentina    | CC   | Federico Vivas   | SAT-Bragado Cicles Club   |
| 6    | Campionats Panamericans de ciclisme en cursa en línia        | Argentina    | CC   | Sebastián Molano | Manzana Postobón Team     |
| 28   | Winston Salem Cycling Classic                                | Estats Units | 1.2  | Sam Bassetti     | Elevate-KHS Pro Cycling   |

### Juny
| Data  | Cursa          | País   | Cat. | Vencedor      | Equip       |
| ----- | -------------- | ------ | ---- | ------------- | ----------- |
| 13-17 | Tour de Beauce | Canadà | 2.2  | James Piccoli | Elevate-KHS |

### Juliol
| Data | Cursa                    | País         | Cat. | Vencedor         | Equip                       |
| ---- | ------------------------ | ------------ | ---- | ---------------- | --------------------------- |
| 5-8  | Ruta del Centro          | Mèxic        | 2.2  | Ignacio Sarabia  | Inteja-Dominican            |
| 6-15 | Volta a Veneçuela        | Veneçuela    | 2.2  | Matteo Spreafico | Androni Giocattoli-Sidermec |
| 8    | Delta Road Race          | Canadà       | 1.2  | Adam de Vos      | Rally Cycling               |
| 13   | Chrono Kristin Armstrong | Estats Units | 1.2  | Serghei Tvetcov  | UnitedHealthcare            |

### Agost
| Data  | Cursa             | País         | Cat. | Vencedor      | Equip              |
| ----- | ----------------- | ------------ | ---- | ------------- | ------------------ |
| 3-12  | Tour de Guadalupe | França       | 2.2  | Boris Carène  | Carène Development |
| 6-12  | Tour de Utah      | Estats Units | 2.HC | Sepp Kuss     | Lotto NL-Jumbo     |
| 16-19 | Colorado Classic  | Estats Units | 2.HC | Gavin Mannion | UnitedHealthcare   |

## Classificacions
- Font:[1] · [2]

| #  | Ciclista            | Equip                     | Punts |
| 1  | Gavin Mannion       | UnitedHealthcare          | 328   |
| 2  | Sepp Kuss           | Lotto NL-Jumbo            | 280   |
| 3  | Serghei Tvetcov     | UnitedHealthcare          | 270   |
| 4  | Sebastián Molano    | Manzana Postobón          | 263   |
| 5  | Maximiliano Richeze | Quick-Step Floors         | 222   |
| 6  | Hugh Carthy         | EF Education First-Drapac | 218   |
| 7  | Egan Bernal*        | Team Sky                  | 183   |
| 8  | Sergio Henao        | Team Sky                  | 170   |
| 9  | Ben Hermans         | Israel Cycling Academy    | 160   |
| 10 | Joe Dombrowski      | EF Education First-Drapac | 155   |

| #  | Equip                  | Punts  |
| 1  | UnitedHealthcare       | 777    |
| 2  | Rally                  | 568    |
| 3  | Elevate-KHS            | 361    |
| 4  | Jelly Belly p/b Maxxis | 310    |
| 5  | Team Medellín          | 307    |
| 6  | Start-Gusto            | 283    |
| 7  | Team Ecuador           | 281,68 |
| 8  | Israel Cycling Academy | 279    |
| 9  | Canel's-Specialized    | 279    |
| 10 | Manzana Postobón       | 271    |

| #  | País         | Punts    |
| 1  | Colòmbia     | 3.306,86 |
| 2  | Estats Units | 1.702,71 |
| 3  | Canadà       | 1.347,21 |
| 4  | Equador      | 1.100,94 |
| 5  | Argentina    | 915      |
| 6  | Costa Rica   | 767      |
| 7  | Veneçuela    | 697      |
| 8  | Brasil       | 551      |
| 9  | Guatemala    | 510,85   |
| 10 | Mèxic        | 501      |

| #  | País         | Punts    |
| 1  | Colòmbia     | 1.927,86 |
| 2  | Estats Units | 711,71   |
| 3  | Equador      | 648,11   |
| 4  | Mèxic        | 322      |
| 5  | Canadà       | 273      |
| 6  | Argentina    | 163      |
| 7  | Costa Rica   | 153      |
| 8  | Xile         | 110      |
| 9  | Brasil       | 99       |
| 10 | Veneçuela    | 94       |